# Funkerspuk
Als Funkerspuk wird der Versuch der revolutionären Kontrolle des Rundfunks während der Novemberrevolution bezeichnet, der entscheidende Folgen für einen staatlichen, v. a. kulturell geprägten Rundfunk in der Weimarer Republik hatte.

## Funker im Ersten Weltkrieg

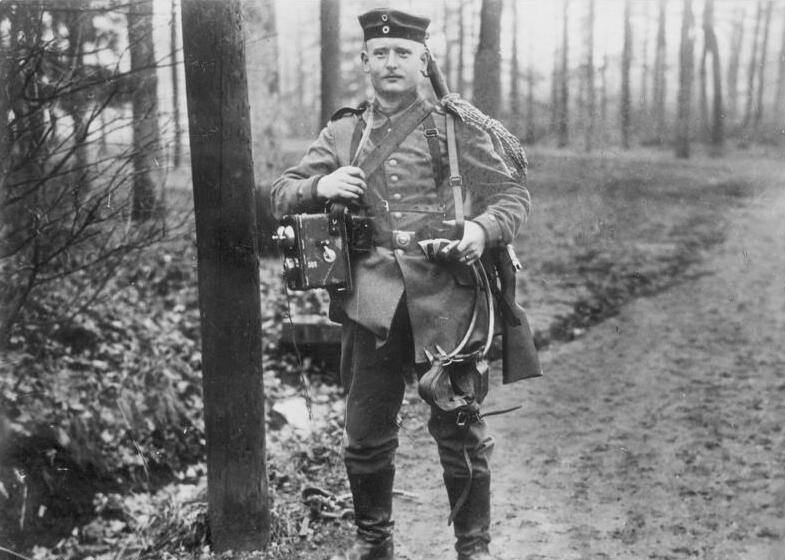
Funker im Ersten Weltkrieg

Die praktische Anwendung der Funktechnologie im Jahre 1894 durch Guglielmo Marconi, nach deren Entdeckung durch Heinrich Hertz im Jahre 1886, veränderte grundlegend die Truppenkoordination in Kriegen. Die erste Funker-Kompanie des deutschen Heeres wurde 1907 gegründet und somit entstand die Heeresnachrichtentruppe. Zu Beginn des Ersten Weltkrieges übernahm die Heeresnachrichtentruppe die Kommunikation zwischen der Heimat und den einzelnen Kriegsschauplätzen. Durch den regen Funkverkehr bei großen Schlachten entstand das Problem, dass viele Funkstationen auf engem Raum sich gegenseitig störten. Dies wurde durch die „Pläne für die zu benutzenden Frequenzen“ verringert. Als Resultat erfolgte während des Ersten Weltkriegs im Jahr 1917 die Umstrukturierung des Funkverkehrs des deutschen Heeres zu einer selbstständigen Waffengattung namens „Nachrichtentruppe“. Danach bestand die Nachrichtentruppe aus über 14 unterschiedlichen Gruppen mit einem Aufgabenfeld von Nachrichtenübertragung über Abhörung und Entschlüsselung bis zu Kryptographie. Der gewachsenen Bedeutung der Nutzung des Funks entsprach, dass gegen Ende des Krieges etwa 200.000 Soldaten als Funker tätig waren.

## Besetzung von W. T. B. und Gründung der Zentralfunkleitung

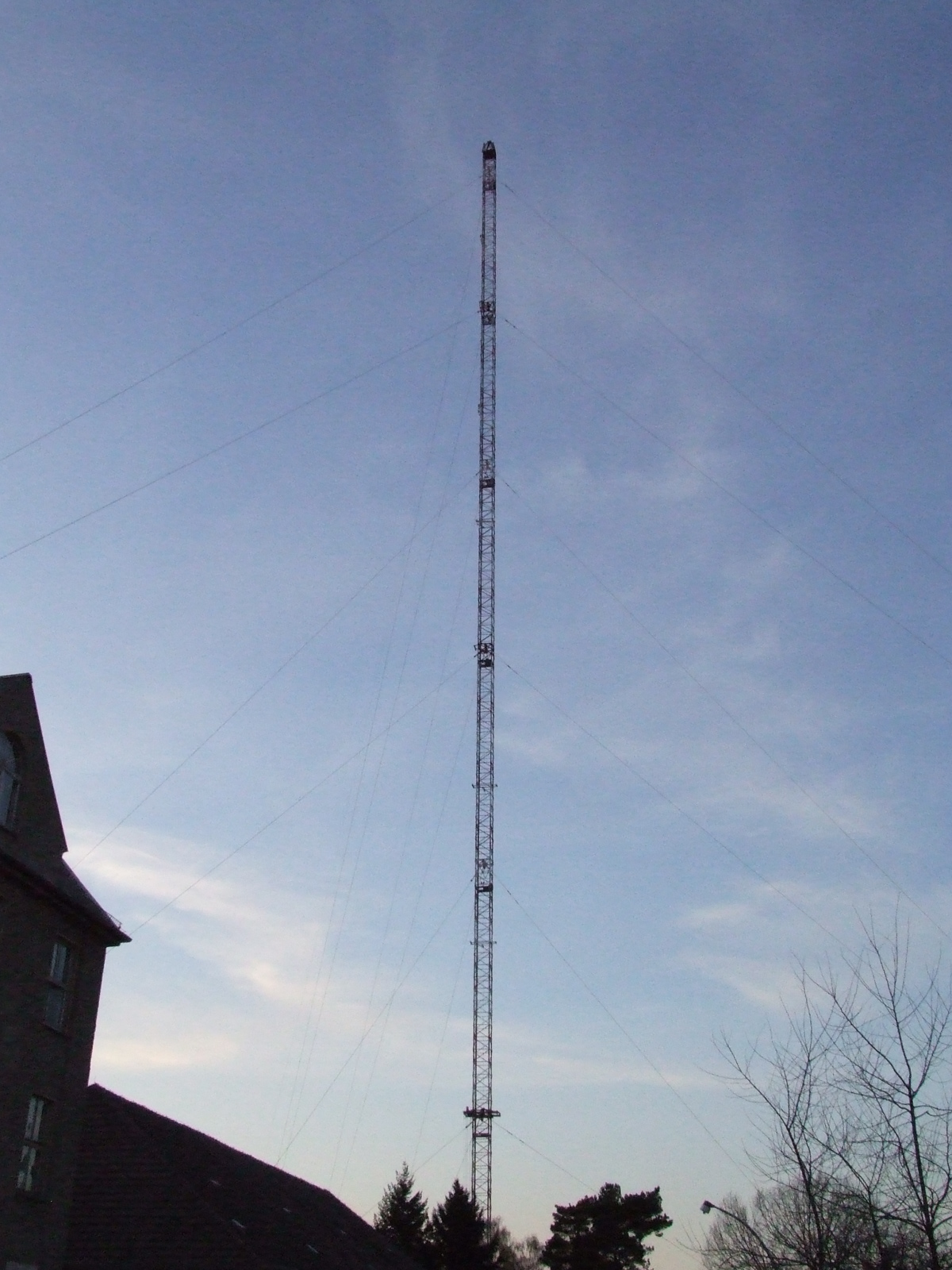
Sendemast auf dem Funkerberg

Am 9. November 1918 endete mit der Abdankung Wilhelms II. die Monarchie des Kaiserreichs in Deutschland und es wurde nicht nur um 14 Uhr die demokratische Republik von Philipp Scheidemann ausgerufen, sondern auch zwei Stunden später die freie sozialistische Republik von Karl Liebknecht. Am selben Tag wurde die Zentrale des deutschen Pressennachrichtenwesens, Wolffs Telegraphisches Bureau (W.T.B.), von Abgesandten des revolutionären Berliner Arbeiter- und Soldatenrates, unter ihnen Erich Kuttner und Erich Roßmann,
besetzt. Sie verbreiteten kurz darauf einen Aufruf, der an alle adressiert war und der Welt im ersten Satz meldete: „An alle! Hier hat die Revolution einen glänzenden fast ganz unblutigen Sieg errungen“. Ein Sieg, der zum damaligen Zeitpunkt noch nicht erlangt war.
Zeitgleich bildeten viele kriegsmüde Funktruppen ebenfalls Soldatenräte. Dadurch entstand an ihrer Spitze eine sogenannte Zentralfunkleitung, diese wandte sich über den Berliner Sender auf dem Funkerberg an sämtliche Stationen des innerdeutschen Funknetzes und forderte die organisatorische Unterordnung aller Anlagen unter die Zentralfunkleitung. Es wurde also beabsichtigt ein von der Post unabhängiges Nachrichtensystem aufzubauen.

## Folgen des Funkerspukes
Die staatliche Kontrolle des Rundfunks wurde deshalb im staatsautoritären Denken der konservativen Beamten-Elite unter Staatssekretär Hans Bredow als notwendig angesehen, aus Angst vor der Möglichkeit einer weitläufigen Radikalisierung des gemeinen Volks. Dabei galt es auch noch 1923 bei der Einführung des Radios revolutionäre Bestrebungen wie den „Funkerspuk“ abzuwehren. So nennt die erste Ausgabe der deutschen Radiozeitschrift Der deutsche Rundfunk als Begründung für den Staatsfunk: „Die wichtigsten Landesteile sind vom Gegner besetzt, die Wirtschaft zerrüttet, Umsturzbewegungen bedrohen Ruhe und Ordnung, und es ist noch nicht abzusehen, wann wieder geordnete Verhältnisse in Deutschland einkehren werden.“
Somit war die Regulation des Rundfunks tiefgreifender als nur eine technische Einschränkung der Rundfunkapparate, sondern umfasste auch weitere gesellschaftliche Einschränkungen:
- „Funkhoheit“ des Reiches zum Betreiben von Funkempfangs- und Funksendeanlagen (ab ca. 1919)
- Verbot des Empfangs von Funk mit einem Empfänger für Privatpersonen  (1922, Verbot 1923 wieder aufgehoben.)
- Einführung der Rundfunkgebühr von 25 Goldmark (1923, ab 1924 60 Reichsmark)
- Genehmigungspflicht eines Radios als „Funkempfangsanlage“ (1923)

Als am 29. Oktober 1923 das erste deutsche Radioprogramm ausgestrahlt wurde, sollte den wenigen Zuhörern deutlich werden, welchen Zuschnitt das neue Medium hatte, vor allem kulturell ausgerichtet sowie politisch konservativ und absolut staatstreu: Nach etwa einer Stunde klassischer Musik spielte zum Abschluss ein Orchester der Reichswehr die Nationalhymne.

## Brechts Radiotheorie
In seiner Radiotheorie (entstanden zwischen 1927 und 1932) erklärte Bertolt Brecht seine Medientheorie zu dieser damals neu aufkommenden Technologie, dem Hörfunk. Für ihn sollte der Rundfunk nicht nur einen Stellvertreter von Kultureinflüssen darstellen, sondern die Bevölkerung zur Veränderungen anstiften. Dieses System war für Brecht aber erst dann vollkommen, wenn das Radio für den Bürger nicht nur zum Empfangen, sondern auch zum Senden und Mitgestaltung zur Verfügung gestellt werden würde („Der Rundfunk als Kommunikationsapparat“). Damit bezieht er ganz konkret Stellung zur Verstaatlichung des Rundfunks und der verpassten Chance eines Rundfunks „von unten“.